# 竹田湧水群

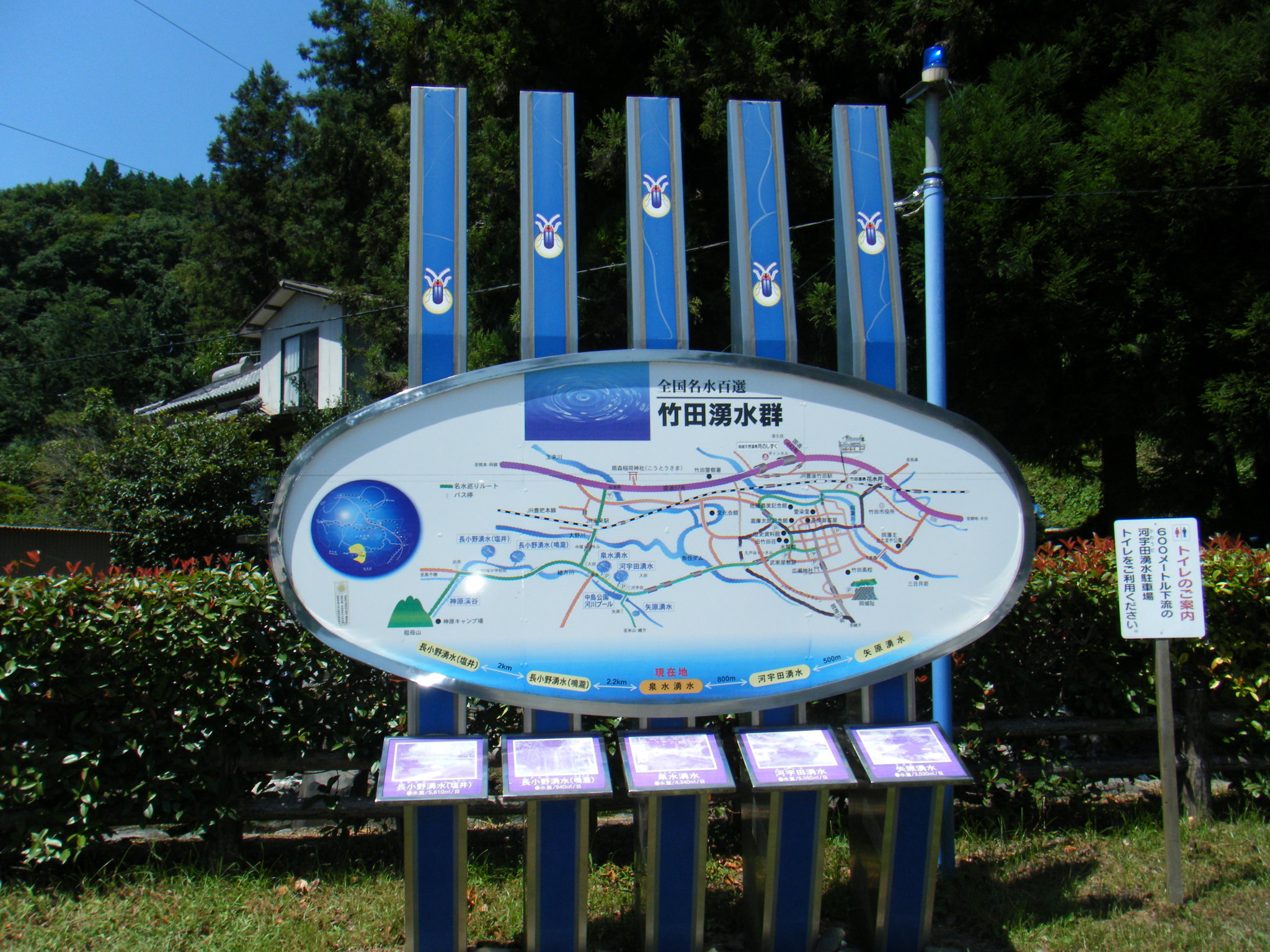
竹田湧水群の案内板

竹田湧水群（たけたゆうすいぐん）は、大分県西部の竹田市祖峰地区にある湧水群である。名水百選に選定されている。また、同市は水の郷百選にも選ばれている。
湧水群は阿蘇山系からの伏流水を水源とし、大野川水系の緒方川や玉来川の流域に点在している。祖峰地区の県道竹田五ヶ瀬線沿いにその総数は約60か所にものぼり、湧水は総量で日量6 - 7万tといわれている。各地域で飲用などの生活用水や農業用水として用いられてきたほか、近年では淡水魚の養殖に利用され、ミネラルウォーターとしても販売されている。特に、入田地区にある湧水（入田湧水群）は、観光客に人気がある。

## 湧水群の概要
- 水質：淡水型
- 硬度：50.43 - 65.79mg/L（軟水）
- 水温：約16℃
- 湧水量：6 - 7万t/日

## 代表的な湧水

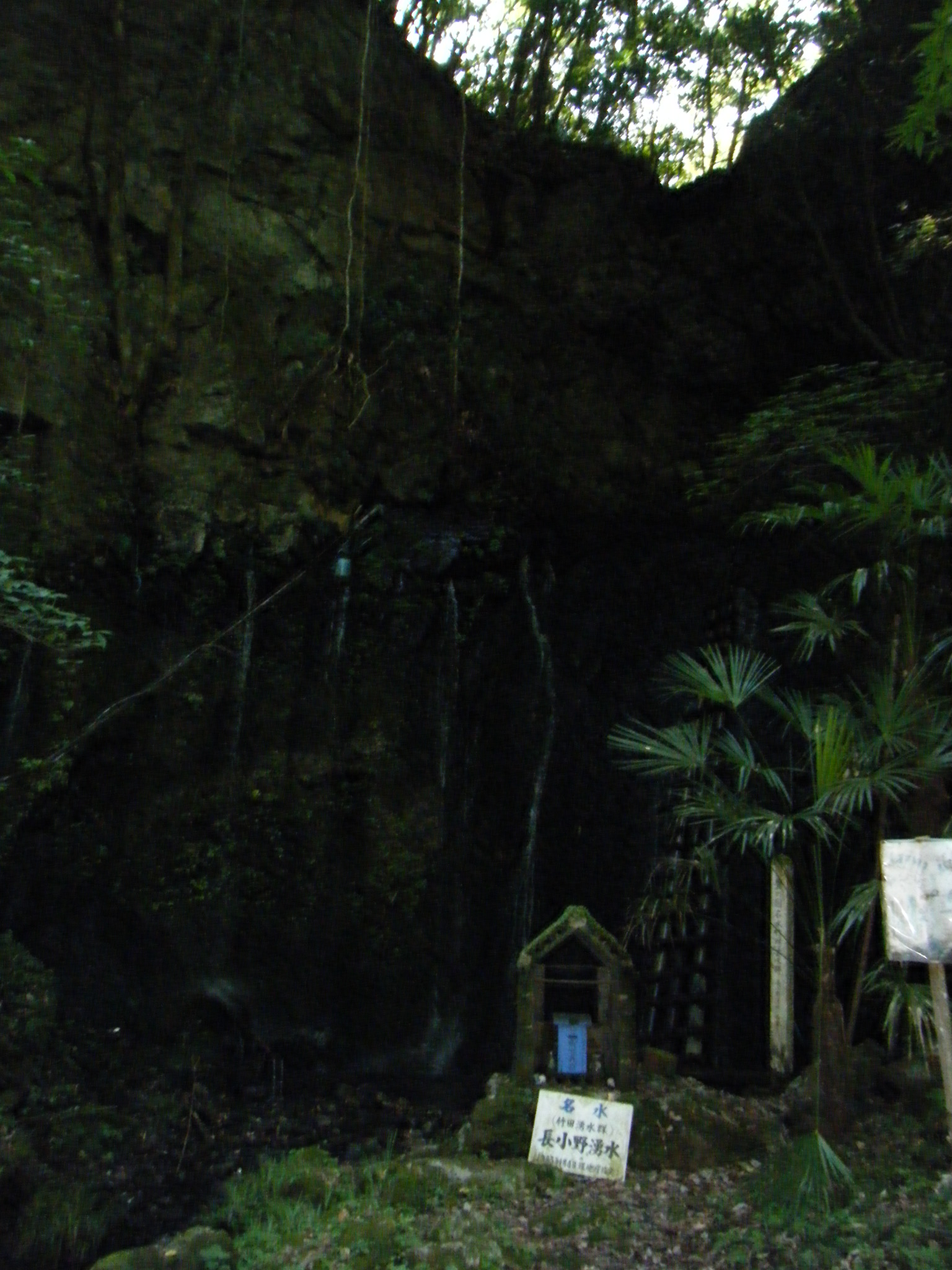
長小野湧水

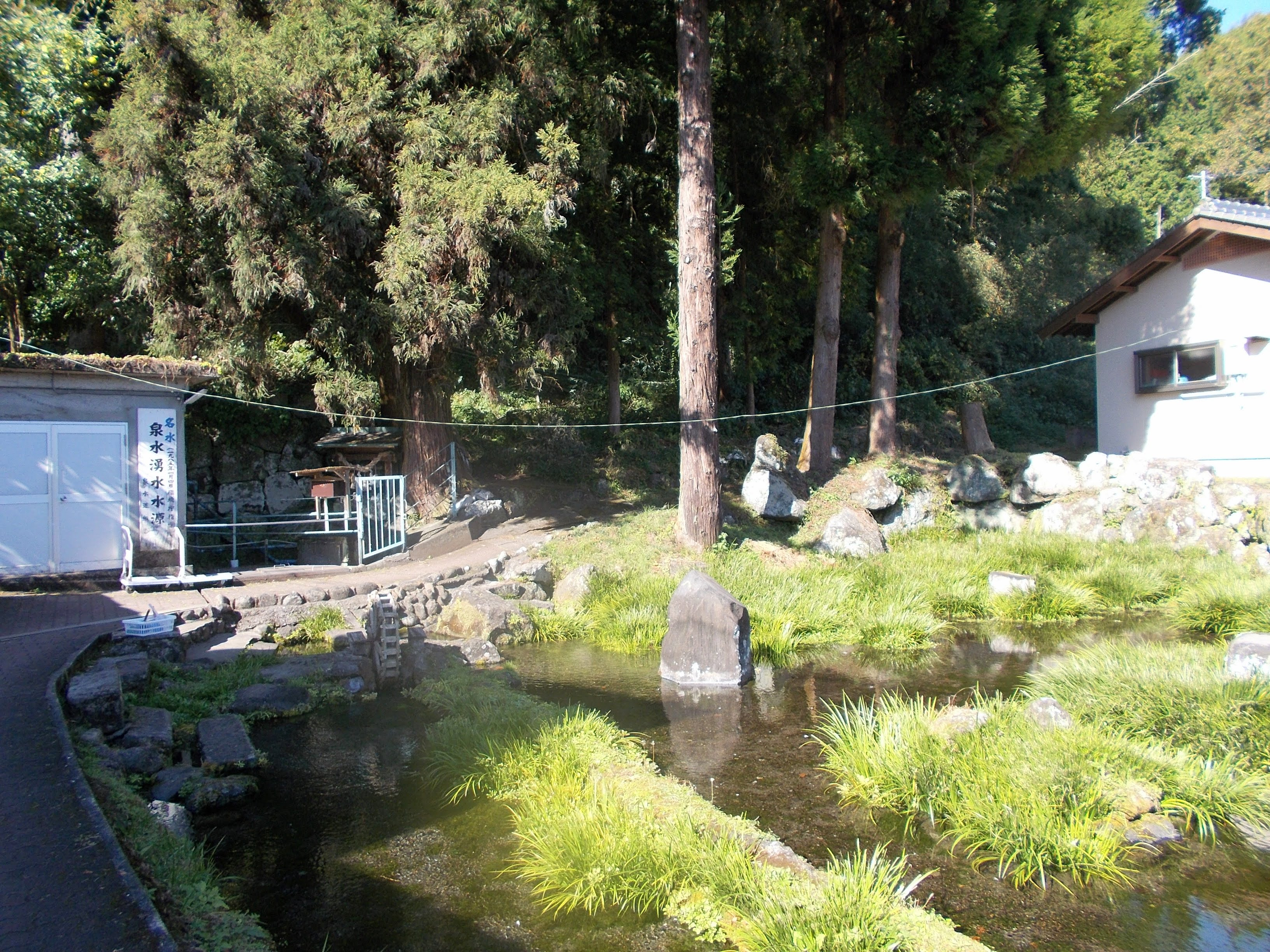
泉水湧水
せんすいゆうすい。火山岩の亀裂から湧き出る水は、透明度が高く、癖のないまろやかな味で、九州一の名水とも言われ人気が高い。
湧水量：4,340m3/日
所在地：竹田市大字入田泉水
河宇田湧水
かわうだゆうすい。緒方川沿いにあり、湧水量が最も多い。近隣に、中島公園河川プール、コットン水車、川魚料理店があり、湧水観光の中心となっている。また、ホタルの名所としても知られている。
湧水量：8,560m3/日
所在地：竹田市大字入田河宇田
矢原湧水
やばるゆうすい。民家の裏手にある規模の小さな湧水。
湧水量：3,520m3/日
所在地：竹田市大字入田矢原
長小野湧水
ながおのゆうすい。鳴瀧（なるたき）と塩井（しおい）の2箇所からなる。
鳴瀧湧水は、鳴滝神社の境内にあり、滝の脇にある岩肌から湧き出している。不治の病が治ったという伝説があり、滝の中には祠が祀られている。
湧水量：940m3/日
所在地：竹田市大字長小野鳴瀧
塩井湧水は、鳴滝湧水の上流約2kmの田園の中にある湧水。
湧水量：5,610m3/日
所在地：竹田市大字長小野塩井